# Ni Aquilae
Ni Aquilae (ν Aql / 32 Aquilae) es una estrella situada en la constelación del Águila.
Al igual que Sadalmelik (α Aquarii) o ζ Aquarii, se localiza muy cerca del ecuador celeste, el cual cruzó desde el hemisferio sur al norte alrededor del año 1830.
Tiene magnitud aparente +4,69 y se encuentra a unos 2800 años luz del sistema solar.
Ni Aquilae es una supergigante blanco-amarilla de tipo espectral F2Ib. Tiene una temperatura efectiva de 6805 K y una luminosidad 21.000 veces superior a la del Sol, la mayor parte de su energía radiada dentro del espectro visible.
A partir de su temperatura y luminosidad se puede estimar su radio, siendo éste 350 veces más grande que el del Sol, que corresponde a 0,48 UA.
Su velocidad de rotación es de, al menos, 12 km/s, por lo que su período de rotación puede durar hasta 1,2 años.
Ni Aquilae muestra una metalicidad muy parecida a la solar ([Fe/H] = -0,03).
Sin embargo, al igual que otras supergigantes de tipo A-G, está notablemente enriquecida en nitrógeno ([N/Fe] = +0,81), consecuencia del mezclado profundo durante la fase de gigante/supergigante roja.
Su masa estimada es de 11,9 masas solares, por lo que supera el límite a partir del cual las estrellas finalizan su vida explosionando como supernovas.
Posee una edad aproximada de 16,1 ± 0,6 millones de años.